# Merlík zední
Merlík zední (Chenopodium murale) je jedním z mnoha druhů rodu merlík, které vyrůstají v České republice. Tato středně vysoká bylina roste v české přírodě již od středověku, ale v posledním půlstoletí se stává stále vzácnější a v současnosti ji hrozí vyhynutí.

## Výskyt
Druh je původní v jižní Evropě, severní Africe a jižní a jihozápadní Asii. Postupně byl zavlečen do všech světadílů, velmi dobře se mu daří v subtropických i tropických oblastech. Má schopnost rychle se šířit a přizpůsobovat, proto je nejvíce rozšířeným druhem rodu merlík.
Ve Střední Evropě je druh považován za archeofyt. V ČR byl po dlouhá léta poměrně hojně rozšířen v teplejších oblastech v okolí Prahy, ve středním Polabí, poblíž Žatce a na jižní Moravě, v současnosti je však jeho výskyt velmi redukován.

## Ekologie
Roste obvykle v intravilánu měst a vesnic na stanovištích vlhkých i občasně vysýchavých, v mírně ulehlé půdě dobře zásobené živinami, hlavně dusíkem. Vyrůstá na místech poznamenaných lidskou činností, na skládkách, navážkách zeminy, kompostech, v příkopech okolo cest, ve škvírách při základech zídek i budov, v chodnících, v okolí chlévů, hnojišť, opuštěných domů a vzácně i jako plevel v zahradách. Roste také na okrajích městských trávníků na místech, která zůstávají neposečená. Snáší silné přehnojení organickým i anorganickým dusíkem, nevadí mu zasolená půda ze zimního posypu cest. Rozmnožuje se semeny, která si podržují klíčivost po více než deset let.

## Popis
Jednoletá rostlina, která má v mládí lodyhu, listy i květy bíle pomoučené. Lodyha je přímá, odspodu rozvětvená a dle místních podmínek vysoká od 10 do 100 cm. Lodyžní, střídavě vyrůstající listy s křídlatými řapíky jsou 2 až 8 cm dlouhé, v obrysu kosočtverečné až vejčité, u báze vykrojené, po obvodě nepravidelně zubaté a na vrcholu hrotité.
Drobné, šedozelené květy vyrůstají jednotlivě nebo jsou seskupeny do kulatých, klubkovitých květenství, která vytvářejí řídké, úžlabní nebo koncové laty. Oboupohlavné květy mají pět kýlnatých, vytrvalých okvětních lístků, pět tyčinek s prašníky a semeník s dvěma čnělkami zakončenými bliznami.
Rostliny kvetou od července do září, opylovány jsou větrem. Plodem je nažka částečně obalena okvětím, obsahuje kulovité, černé, asi 1,5 mm velké semeno s drsným osemením. Merlík zední se rozmnožuje výhradně semeny, která jsou šířena zvířaty, větrem, vodou a také lidmi. Ploidie druhu je 2n = 18.

## Význam
Tak jako u většiny druhů rodu merlík, mohou se i u merlíku zedního listy a mladé výhonky jíst syrové nebo vařit v polévkách či konzumovat jako špenát. Semena zase mohou sloužit jako náhrada obilovin, navíc neobsahují lepek. Tento rostlinný druh nemá zřejmý ekonomický význam, má ale jako archeofyt české přírody přírodovědnou a historickou hodnotu.

## Ohrožení
Merlík zední se řadí se mezi tzv. vzácné plevelné druhy, jejichž možnosti ochrany jsou velmi omezené a nevyskytuje se na žádném chráněném území. Ohrožován je hlavně „zkulturňováním“ míst na kterých obvykle rostl; míst, která jsou v současnosti převážně považována za zanedbaná a jsou postupně likvidována. Jako tradiční součást české přírody je však třeba tento druh ochránit i pro budoucnost a je proto zařazen v „Červeném seznamu cévnatých rostlin z roku 2012“ mezi kriticky ohrožené druhy (C1t), jejichž počty masivně ubývají.

## Taxonomie
Podle výzkumů (r. 2012) byl shledán rod Chenopodium parafyletickým a merlík zední byl z něj údajně vyřazen a přesunut do nového rodu Chenopodiastrum. Merlík zední by podle této úpravy nesl nové vědecké jméno Chenopodiastrum murale.

## Galerie

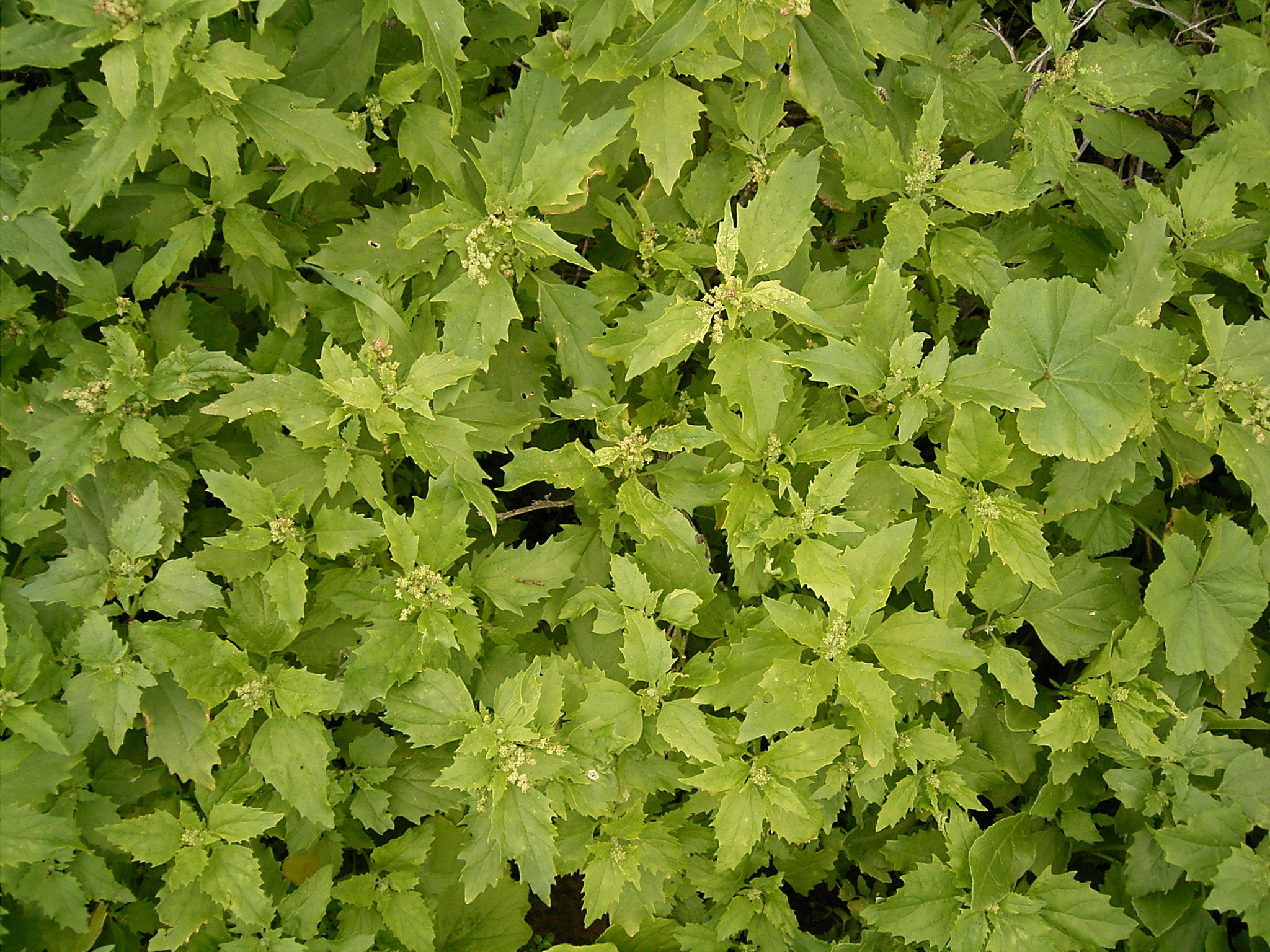
Porost merlíku zedního
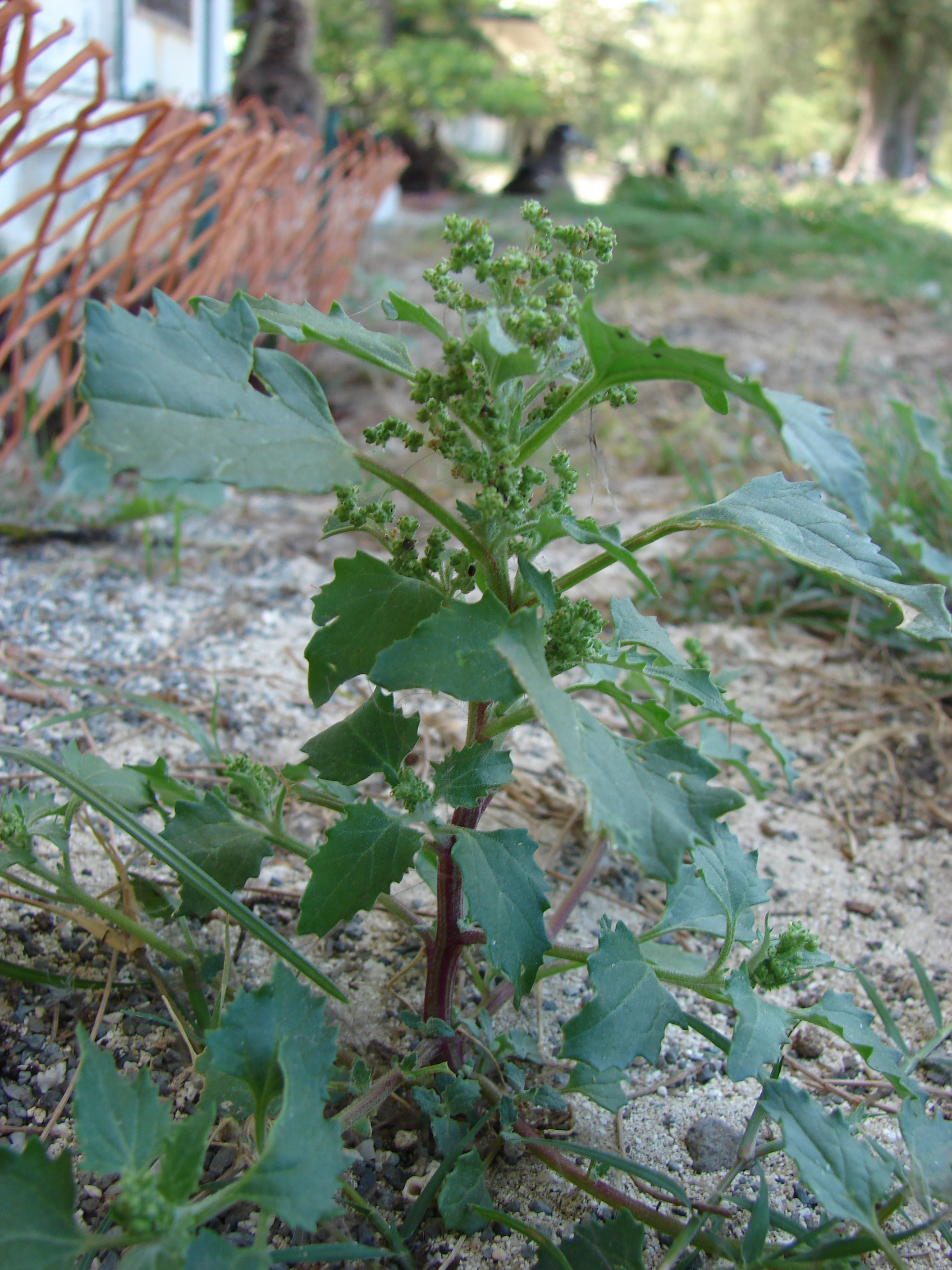
Statná rostlina
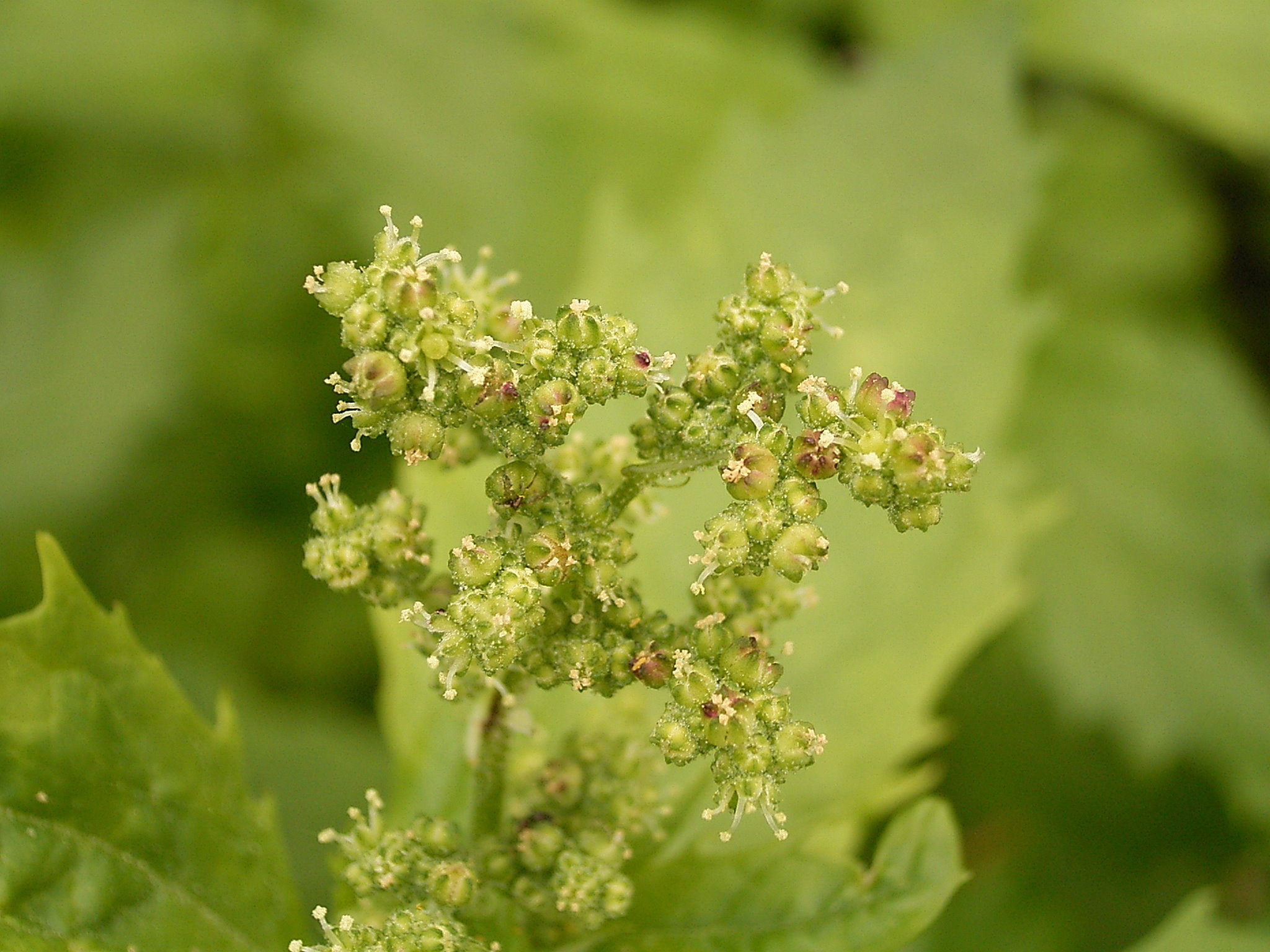
Květenství
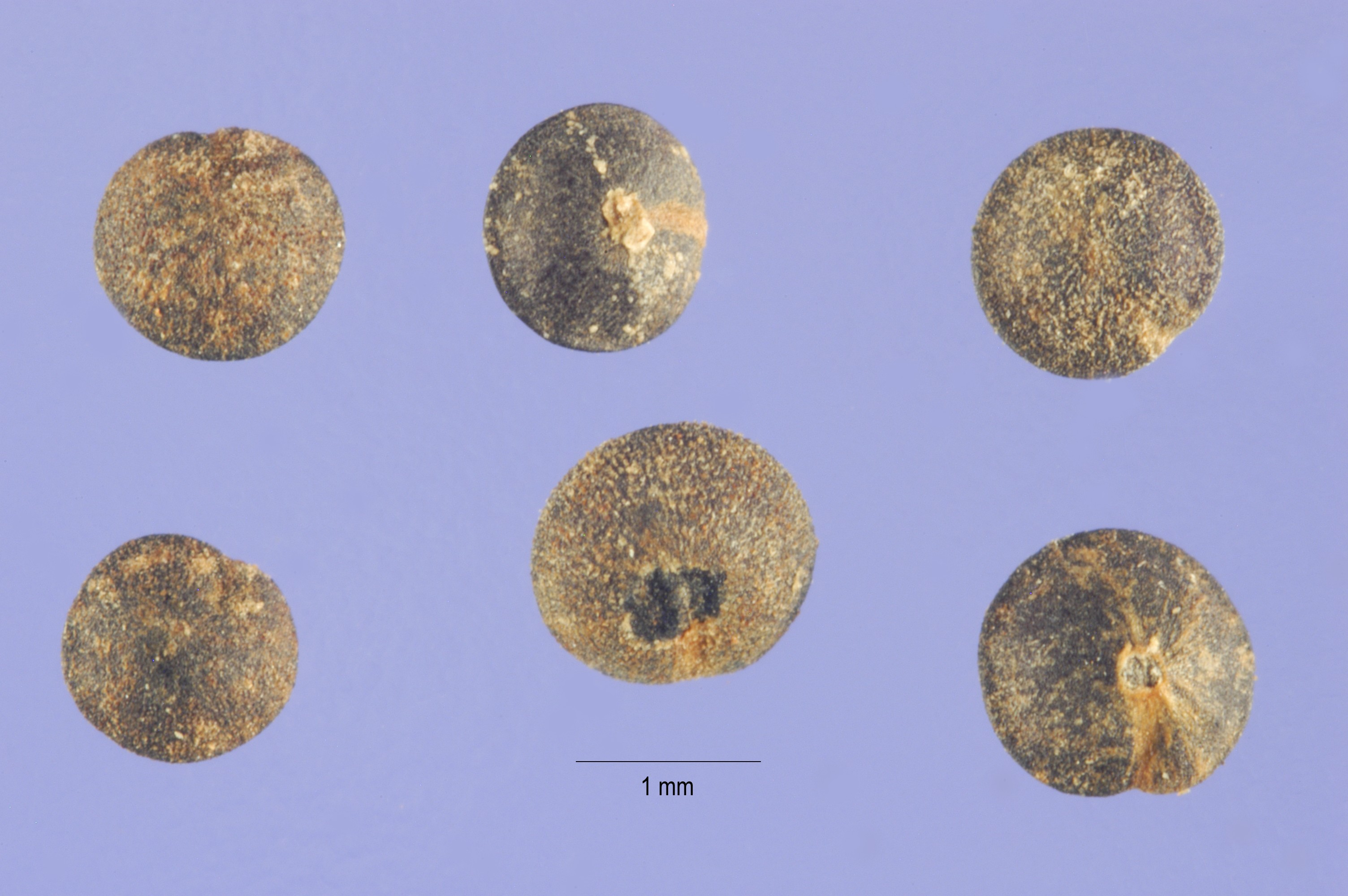
Semena